# Carla Stephanini
Carla Charbel Stephanini (Campo Grande, 27 de outubro de 1964) é uma advogado e política brasileira, que exerceu mandato como deputada federal, eleita pelo MDB-MS no ano de 2015, cuja posse se deu em 03 de janeiro do referido ano.

## Carreira política
Entre 2021 e 2023, era Subsecretária de Política para as Mulheres (Semu) da cidade de Campo Grande, no mandato de Marcos Trad (PSD).
Em 2016, seu nome era cotado como candidata à prefeitura de Campo Grande.
Em 2013, foi relatora do Plano Plurianual (PPA 2014/2017) de Campo Grande.
Em 2012, era vereadora de Campo Grande e também Subsecretária da Mulher e da Promoção da Cidadania do Governo do Estado de Mato Grosso do Sul.